# 石井乡 (石家庄市)
石井乡是中华人民共和国河北省石家庄市鹿泉区下辖的一个乡。

## 行政区划
石井乡下辖下辖以下地区：
石井村、北薛庄村、岸下村、栈道村、山后张庄村、东庄村、封庄村、黄岩村和天井沟村